# Inwestycyjna teoria rywalizacji politycznej
Inwestycyjna teoria rywalizacji politycznej – teoria polityczna zakładająca, że programy i działalność partii politycznych oraz polityka rządu są determinowane poprzez inwestycje dokonywane na rzecz partii przez różne grupy interesu: przedsiębiorstwa, związki zawodowe, organizacje pozarządowe. Twórcą teorii jest Thomas Ferguson.
Zgodnie z teorią, istnieje wiele mechanizmów finansowania partii politycznych: wpłaty na kampanie, datki w ramach legalnego lobbingu, wsparcie think tanków i fundacji, wynagrodzenia za odczyty, konferencje. Polityka i tworzone prawo jest wypadkową rywalizacji koalicji inwestorów wykorzystujących powyższe mechanizmy. 